# Sri-lankische Badmintonmeisterschaft 2017
Die Sri-lankische Badmintonmeisterschaft 2017 fand vom 1. bis zum 5. November 2017 in Colombo statt. Es war die 65. Austragung der nationalen Titelkämpfe im Badminton in Sri Lanka.

## Austragungsort
- Royal College Sports Complex, Reid Avenue, Colombo

## Finalergebnisse
| Disziplin    | Sieger                                          | Finalist                                      | Ergebnis     |
| ------------ | ----------------------------------------------- | --------------------------------------------- | ------------ |
| Herreneinzel | Dinuka Karunaratne                              | Buwenaka Goonethileka                         | 21-18, 21-8  |
| Dameneinzel  | Thilini Pramodika                               | Hasini Ambalangodage                          | 21-14, 21-10 |
| Herrendoppel | Sachin Dias Buwenaka Goonethileka               | Vibavi Madusha Imesh Hasaranga                | 21-11, 21-18 |
| Damendoppel  | Thilini Pramodika Kavindi Ishandika Sirimannage | Achini Ratnasiri Upuli Samanthika Weerasinghe | 21-9, 22-20  |
| Mixed        | Sachin Dias Thilini Pramodika                   | Vibavi Madusha Upuli Weerasinghe              | 21-12, 21-19 |